# تصويت مشروط
تصويت مشروط هو نظام انتخابي يستخدم لانتخاب ممثل واحد حيث يحتاج المرشح إلى أغلبية الأصوات للفوز. يقوم الناخب بترتيب المرشحين حسب الأفضلية، وعندما يتم فرز الأصوات، يتم احتساب الأصوات التفضيلية الأولى فقط. إذا لم يحصل أي مرشح على أكثر من نصف الأصوات المدلى بها، يتم استبعاد جميع المرشحين باستثناء المرشحين الرائدين، ويتم توزيع الأصوات التي حصل عليها المرشحون المستبعدون بين المرشحين المتبقيين وفقًا لتفضيلات الناخبين. كما أنها تشبه أنظمة الاختيار المدرج الأخرى. على عكس التصويت المشروط، فإن أنظمة مثل التصويت بالجولة الفورية ، وطريقة كومبس ، وطريقة بالدوين تسمح بجولات عديدة من الفرز، مما يؤدي إلى استبعاد مرشح واحد فقط أضعف في كل جولة. يسمح نظام التصويت المباشر الفردي لمرشح آخر غير المرشحين اللذين حصلا على أعلى عدد من الأصوات في الفرز الأول بالفوز.

## أنواع التصويت
تم استخدام شكل مختلف من التصويت المشروط لانتخاب رئيس سريلانكا منذ عام 1978. كما تم استخدام التصويت التكميلي لاختيار رؤساء البلديات المنتخبين بشكل مباشر ومفوضي الشرطة والجريمة في إنجلترا قبل عام 2022. في الماضي، تم استخدام الشكل العادي للتصويت الاضطراري لانتخاب الجمعية التشريعية في كوينزلاند من عام 1892 حتى عام 1942. حتى الآن، كان هذا هو أطول استخدام مستمر للنظام في أي مكان في العالم. تم استخدام التصويت الاضطراري في الانتخابات التمهيدية للحزب الديمقراطي في ولاية ألاباما الأمريكية من عام 1915 حتى عام 1931.

## التصويت والفرز
في الانتخابات التي تُجرى باستخدام التصويت المشروط، يقوم الناخبون بترتيب قائمة المرشحين حسب الأفضلية. في تخطيط الاقتراع الأكثر شيوعًا، يضعون الرقم "1" بجوار مرشحهم المفضل، والرقم "2" بجوار ثاني أكثر المرشحين تفضيلاً، وهكذا، وفي هذا الصدد، فإن التصويت المشروط هو نفسه مثل طرق التصويت الترتيبية الأخرى.
هناك بعد ذلك حد أقصى قدره جولتان من العد. في الجولة الأولى يتم احتساب الأفضليات الأولى فقط. يتم إعلان المرشحين الذين يحصلون على الأغلبية المطلقة من التفضيلات الأولى (أي أكثر من النصف) فائزين على الفور. مع ذلك، إذا لم يحصل أي مرشح على الأغلبية المطلقة، يتم استبعاد جميع المرشحين باستثناء المرشحين اللذين حصلا على أكبر عدد من التفضيلات الأولى، ويتم عقد جولة ثانية. في الجولة الثانية، يتم نقل أصوات الناخبين الذين تم استبعاد تفضيلهم الأول إلى المرشح الذي حصل على أعلى مرتبة من بين المرشحين المتبقيين. يتم بعد ذلك فرز الأصوات، ويتم إعلان فوز المرشح الذي حصل على الأغلبية المطلقة.

## المتغيرات

### تصويت سريلانكا المشروط
في سريلانكا، منذ الانتخابات الرئاسية عام 1982، يتم استخدام نوع مختلف من نظام الانتخاب بالتصويت المشروط لانتخاب رئيس البلاد . كما هو الحال في التصويت الطارئ التقليدي، في الانتخابات التي تُعقد باستخدام الشكل السريلانكي للتصويت الطارئ، يصنف كل ناخب المرشحين حسب تفضيلهم، وإذا لم يحصل أي مرشح على أغلبية إجمالية من أصوات التفضيل الأولى في الفرز الأول، يتم استبعاد جميع المرشحين باستثناء المرشحين الرائدين وإعادة توزيع أصواتهم للمساعدة في تحديد الفائز في جولة ثانية ونهائية. ومع ذلك، بينما يستطيع الناخبون في ظل النظام العادي للتصويت الطارئ ترتيب جميع المرشحين حسب الأفضلية، فإنه في ظل نظام التصويت الطارئ في سريلانكا لا يستطيع الناخب إلا التعبير عن أفضل ثلاثة تفضيلات (وهو ما قد يؤدي إلى استنفاد بطاقات الاقتراع ). شهدت كل انتخابات رئاسية مباشرة منذ الانتخابات الأولى في عام 1981 فوز مرشح من أحد الحزبين الرئيسيين أو التحالفين في ذلك الوقت في الفرز الأول، وبالتالي لم يتم إجراء الجولة الثانية من فرز الأصوات أبدًا. مع ذلك، في الانتخابات الرئاسية لعام 2024 ، أدى ترشيح أنورا كومارا ديساناياكي من حزب ثالث، والذي فاز بنسبة 42% من أصوات التفضيل الأولى، إلى جولة ثانية من الفرز لأول مرة في تاريخ البلاد. فاز ديساناياكي في الانتخابات في الجولة الثانية.

### التصويت التكميلي
التصويت التكميلي هو شكل مختلف من التصويت المشروط حيث يقوم الناخب بتصنيف اثنين فقط من المرشحين حسب الأفضلية. إذا تم استبعاد المرشح المفضل لدى الناخب ولكن كان اختياره الثاني هو أحد المرشحين المتبقيين، يتم نقل صوته إلى المرشح المفضل لديه. وهذا يعني أن المرشح الفائز يحظى بدعم أغلبية الناخبين الذين عبروا عن تفضيلهم بين المرشحين الأولين، رغم أنه ليس بالضرورة أغلبية الأصوات المدلى بها في الفرز الأول. تم استخدام التصويت التكميلي في جميع انتخابات رؤساء البلديات المنتخبين بشكل مباشر في إنجلترا، بما في ذلك رئيس بلدية لندن ، وفي انتخابات مفوضي الشرطة والجريمة، حتى عام 2022، عندما تم استبداله بنظام التصويت بأكثرية الأصوات.

#### التاريخ والاستخدام
في أوائل تسعينيات القرن العشرين، أنشأ حزب العمال لجنة النبات بهدف التوصية بنظام تصويت جديد لبرلمان المملكة المتحدة. عندما قدمت اللجنة تقريرها في عام 1993، بدلاً من اقتراح نظام قائم بالفعل، أوصت باعتماد نظام التصويت التكميلي، الذي قالت إنه لم يُستخدم في أي مكان من قبل. في الواقع، كان التصويت المشروط مستخدمًا في أستراليا منذ وقت مبكر من عام 1892.
في عام 2000، أدخلت عدة مناطق في إنجلترا نظام رؤساء البلديات المنتخبين بشكل مباشر. وقد تقرر استخدام التصويت التكميلي لانتخاب هؤلاء الرؤساء الجدد، بما في ذلك عمدة لندن، ولانتخاب مفوضي الشرطة والجريمة في معظم أنحاء إنجلترا وويلز. تم استخدام التصويت التكميلي لهذه المناصب من عام 2000 إلى عام 2022.
في انتخابات لندن عام 2021، تم رفض 5% من الأصوات بالكامل، ولم يحصل أي مرشح على أغلبية الأصوات. ردت الحكومة بإنهاء استخدام التصويت التكميلي في عام 2022، مستشهدة بارتباك الناخبين مع النظام المعقد. مع ذلك، زعم المنتقدون بما في ذلك حزب العمال وحزب الخضر، أن الأصوات المهدرة كانت بسبب تصميم بطاقات الاقتراع وأن التغيير كان يهدف إلى إفادة مرشحي حزب المحافظين. كما زعموا أيضًا أن التصويت التكميلي كان فعالًا في زيادة المشاركة المتعددة الأحزاب وكان شائعًا بين الناخبين. يمكن النظر إلى تاريخ التصويت على الجولتين وأشكال أخرى من التصويت الفوري على أنه جزء من تاريخ التصويت الانتخابي الفردي بسبب أوجه التشابه بينهما.

#### التأثير على الفصائل والمرشحين
التصويت التكميلي يشجع المرشحين على السعي للحصول على الدعم خارج قاعدتهم الأساسية من المؤيدين من أجل تأمين التفضيلات الثانية لأنصار المرشحين الآخرين، وبالتالي خلق أسلوب حملة أكثر تصالحية بين المرشحين الذين لديهم منصات سياسية مماثلة. من المرجح أيضاً أن تعمل أنظمة التصويت الانتخابي على تحسين فرص المرشحين من أطراف ثالثة من خلال تشجيع الناخبين الراغبين في ذلك على التصويت بإخلاص لمثل هؤلاء المرشحين الذين قد لا يتم تشجيعهم على التصويت لهم لأسباب تكتيكية في ظل أنظمة مثل نظام الفائز بأغلبية الأصوات. يتم التخفيف من هذه التأثيرات الإيجابية من خلال الحوافز التي يخلقها التصويت الاشتراكي للتصويت، في بعض الظروف، فقط للمرشحين من بين الثلاثة الأوائل.
لاحظ علماء السياسة كولين رالينغز ومايكل ثراشر وجود عيوب في هذا النظام وهي:
- أولاً، بما أن طبيعة التصويت المزدوج التلقائي في نظام الانتخاب الفردي تستغني عن أي حاجة إلى جولة إعادة بعد أسبوعين، على سبيل المثال، في انتخاب رئيس فرنسا، فإن الناخبين يدلون بتفضيلاتهم الثانية دون أن يكونوا على يقين من المرشحين الذين سوف يصلون إلى جولة الإعادة. بالتالي، سيتم إعلان بعض التفضيلات الثانية غير صالحة لأنها تحمل فقط التفضيلات المخصصة للمرشحين المستبعدين.
- ثانياً، من الممكن أن يفشل الفائز في تحقيق الأغلبية المطلقة في الإجمال، لأنه ليس من واجب الناخب أن يدلي بتفضيل ثانٍ، وحتى عندما يتم تحديد التفضيل الثاني، فإن التصويت سيكون غير فعال إذا تم الإدلاء به لمرشح لم يصل إلى أول اثنين، عندما يتم تحديد التفضيل الأول أيضًا لمرشح لم يصل إلى الجولة الثانية.

## أنظمة مماثلة

### نظام الدورتين
في ظل نظام الجولتين يصوت الناخبون لمرشح واحد فقط، بدلاً من ترتيب المرشحين حسب الأفضلية. كما هو الحال في التصويت المشروط، إذا لم يحصل أي مرشح على الأغلبية المطلقة في الجولة الأولى، يتم استبعاد جميع المرشحين باستثناء المرشحين الحاصلين على أعلى عدد من الأصوات، ويتم عقد جولة ثانية. مع ذلك، في نظام الجولتين، يُطلب من الناخبين العودة والتصويت للمرة الثانية. نظراً للتشابه بينهما، فمن المتوقع عادة أن يؤدي التصويت الاحتمالي ونظام الجولتين إلى انتخاب نفس الفائز. مع ذلك، في نظام الجولتين، يُسمح للناخب بتغيير رأيه من جولة إلى أخرى، حتى لو لم يتم إقصاء مرشحه المفضل في الجولة الأولى. كما يضمن أن يكون لكل ناخب فرصة للتعبير عن تفضيله بين المرشحين الأولين، على عكس أشكال التصويت الاحتمالي المحدودة . ومن الممكن أيضًا أن تكون نسبة المشاركة في التصويت أعلى في التصويت الثاني.

### الانتخابات التمهيدية غير الحزبية الشاملة
الانتخابات التمهيدية غير الحزبية هي شكل من أشكال نظام الجولتين باستثناء أن الجولة الأولى لا تختار الفائز، بل تختار بدلاً من ذلك المرشحين الأعلى حصولاً على أصوات والذين سيتنافسان في الانتخابات العامة. بما أن الجولة الأولى لا تختار الفائز، فمن المرجح أن تكون نسبة المشاركة في الانتخابات الثانية أعلى.
سيختار التصويت غير المباشر عمومًا نفس الفائز كما في الانتخابات التمهيدية الشاملة، باستثناء أن عدد الناخبين الأقل في الجولة التمهيدية قد يؤدي إلى اختيار اثنين من المرشحين الأوائل مختلفين عما لو صوت الناخبون بالكامل في كلتا الجولتين.

#### المراكز الأربعة الأولى في المرحلة الابتدائية
الانتخابات التمهيدية لأفضل أربعة مرشحين هي شكل من أشكال الانتخابات التمهيدية غير الحزبية التي يتم فيها اختيار المرشحين الأربعة الأوائل من جولة تمهيدية واحدة، بغض النظر عن الحزب، وتستخدم التصويت الفوري في الانتخابات العامة لاختيار الفائز بالأغلبية.

### التصويت بالجولة الثانية
يختلف التصويت الفوري عن التصويت المشروط في أنه يسمح بجولات عديدة بدلاً من جولتين فقط. بموجب نظام التصويت البديل، يتم استبعاد المرشحين الذين من المستحيل رياضيا فوزهم فقط بعد كل جولة، ويحدث عدد الجولات اللازم لإعطاء مرشح واحد الأغلبية المطلقة. تعني هذه الاختلافات أن التصويت المشروط والتصويت البديل يمكن أن يؤديا إلى نتائج مختلفة. بما أنه بموجب التصويت المشروط يتم إقصاء جميع المرشحين باستثناء اثنين في الجولة الأولى، فمن الممكن إقصاء مرشح كان من الممكن أن يفوز لو سُمح له بتلقي تحويلات في جولات لاحقة.